# Cmentarz wojenny nr 91 – Gorlice

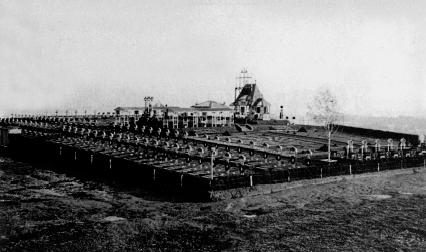
Ogólny widok cmentarza w 1915

Cmentarz wojenny nr 91 – Gorlice – zabytkowy cmentarz z I wojny światowej, zaprojektowany przez Emila Ladewiga, znajdujący się w Gorlicach. Jeden z ponad 400 zachodniogalicyjskich cmentarzy wojennych zbudowanych przez Oddział Grobów Wojennych C. i K. Komendantury Wojskowej w Krakowie. Należy do III Okręgu Cmentarnego Gorlice.

## Opis
Cmentarz wojenny nr 91 położony jest na wzgórzu Korczak, zwanym również Górą Cmentarną w Gorlicach. W zamyśle budowniczych miał być obiektem reprezentacyjnym w tym okręgu oraz służyć jako miejsce uroczystości rocznicowych. Zbudowany jest na planie prostokąta i otoczony kamiennym murem wykonanym z piaskowca. Ma powierzchnię 9216 m² i wymiary ok. 130x75 m. Do cmentarza prowadzi usytuowana od strony północnej trójdzielna brama z trzema arkadami. W centrum duży krzyż pomnikowy według projektu Gustawa Ludwiga. Groby oficerskie z pomnikami podobnego typu ustawione są w trzech szeregach. Podobny kształt, ale mniejsze rozmiary, mają nagrobki żołnierskie. Kolejny rodzaj nagrobków stanowią betonowe stele umieszczone na kamiennych postumentach z żeliwnymi tablicami inskrypcyjnymi. Pozostałe groby są oznaczone niskimi betonowymi stelami z prostokątnymi żeliwnymi tablicami.
Na cmentarzu pochowano 913 żołnierzy w 140 grobach pojedynczych i 161 mogiłach zbiorowych:
- 425 żołnierzy austro-węgierskich
- 201 żołnierzy niemieckich
- 287 żołnierzy rosyjskich

poległych w maju 1915.
Pierwotnie spoczywało tu 140 żołnierzy niemieckich, ale w czasie likwidacji cmentarza wojennego nr 89 związanej z budową osiedla mieszkaniowego, przeniesiono tu jeszcze 61 ciał.
Cmentarz służył jako miejsce pochówku żołnierzy również podczas II wojny światowej.
Ogólna liczba pochówków na tym cmentarzu wynosi 1441.

## Galeria

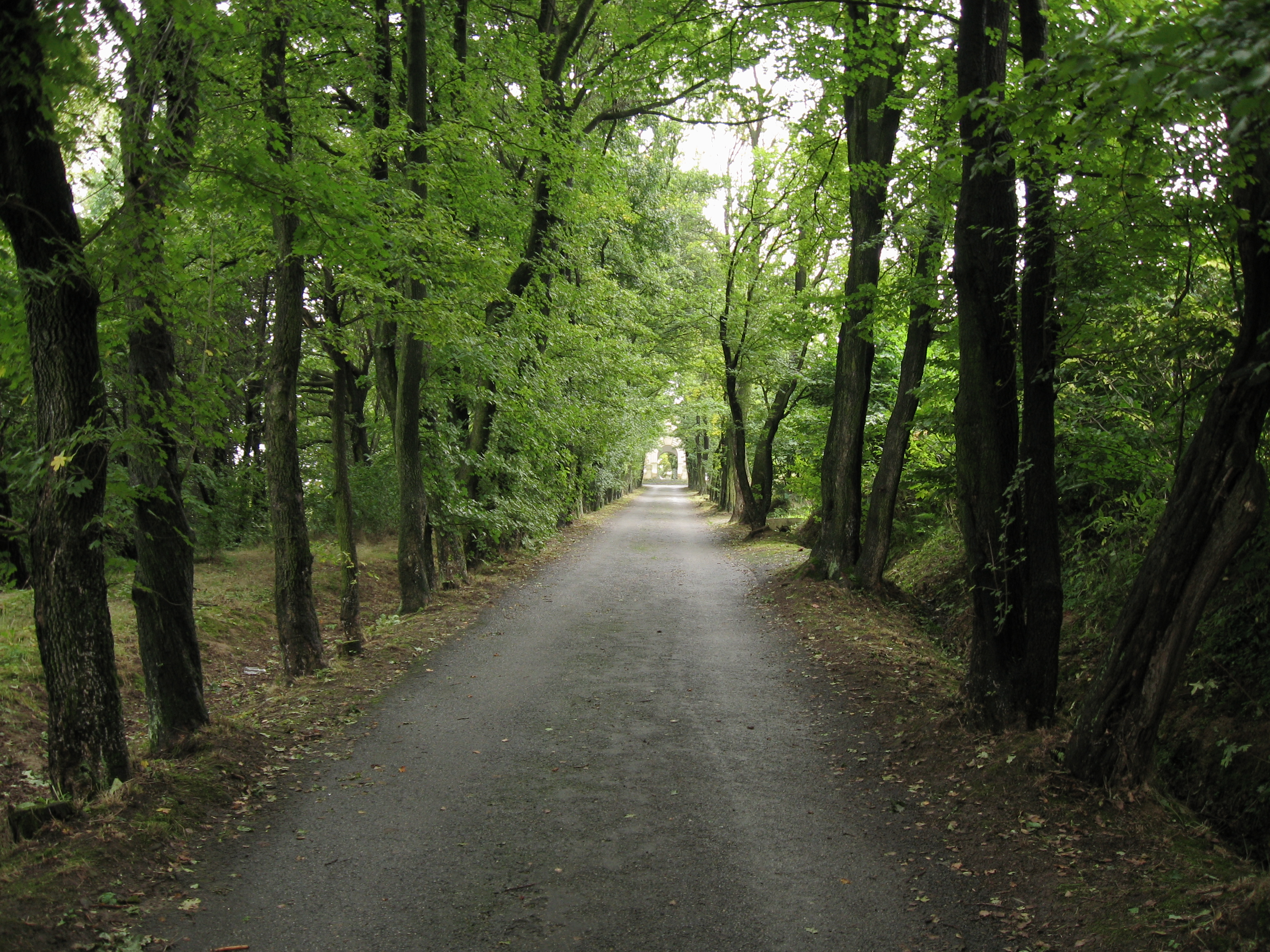
Dojście
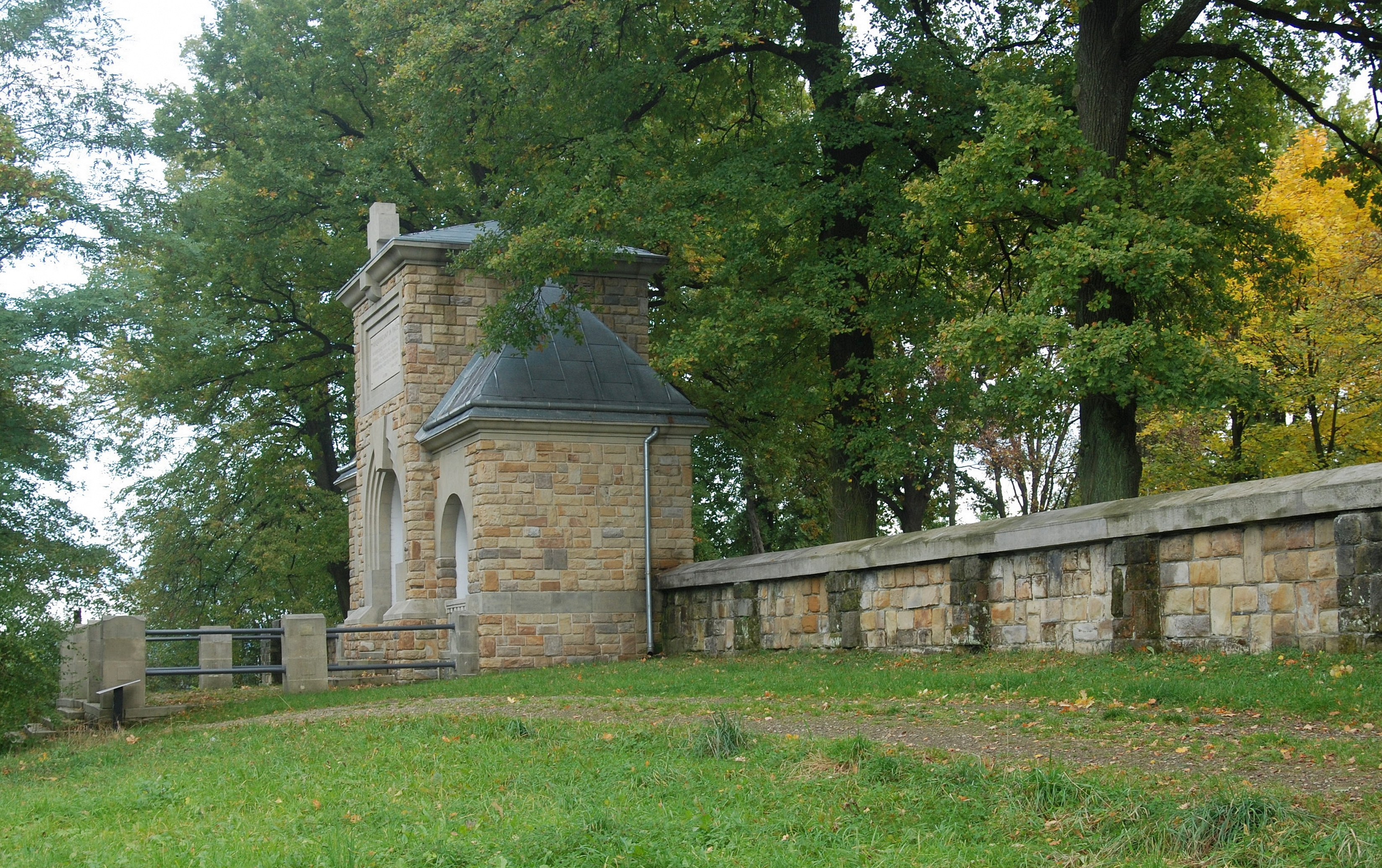
Wejście
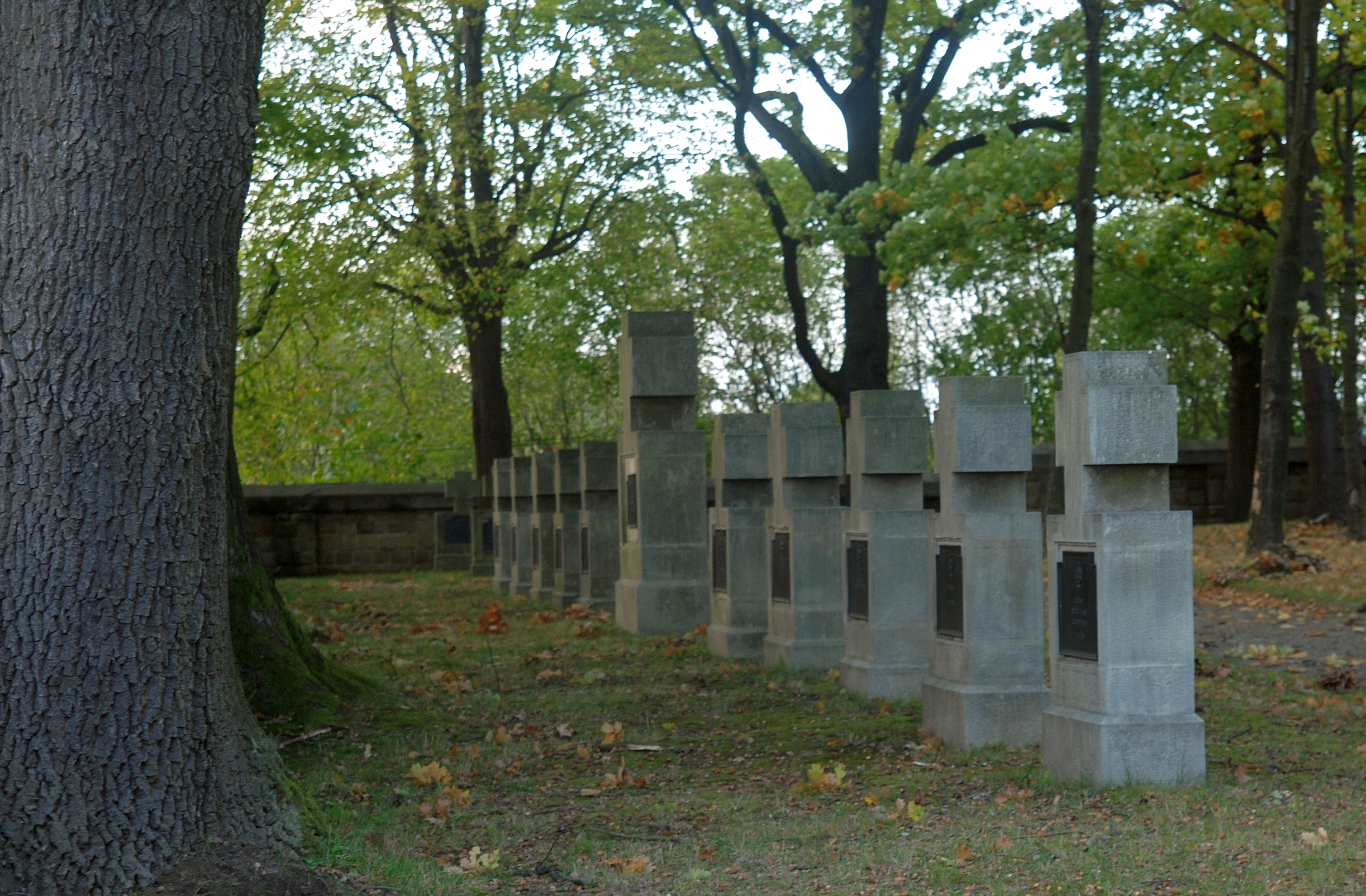
Fragment cmentarza
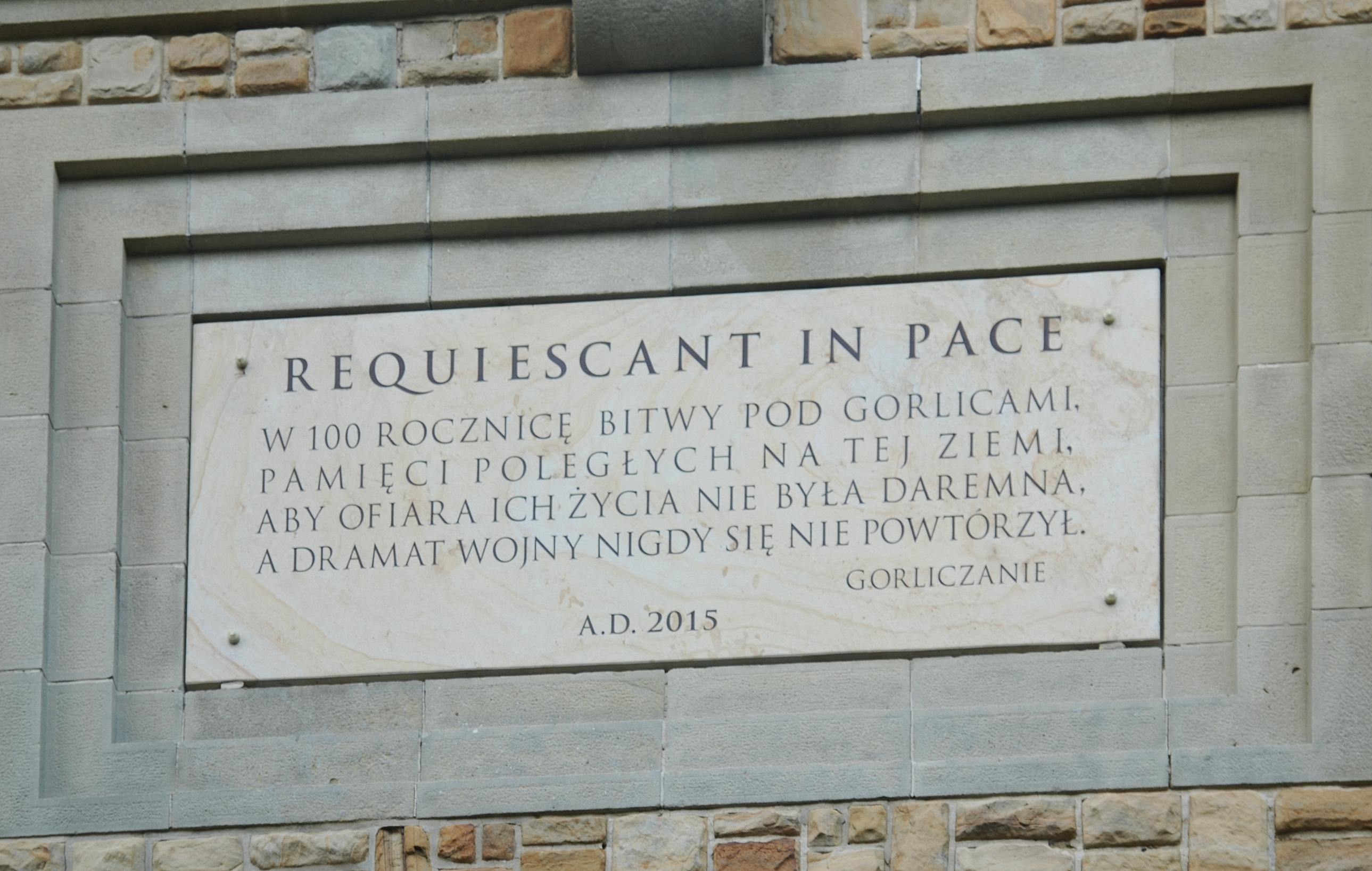
Tablica na bramie wejściowej
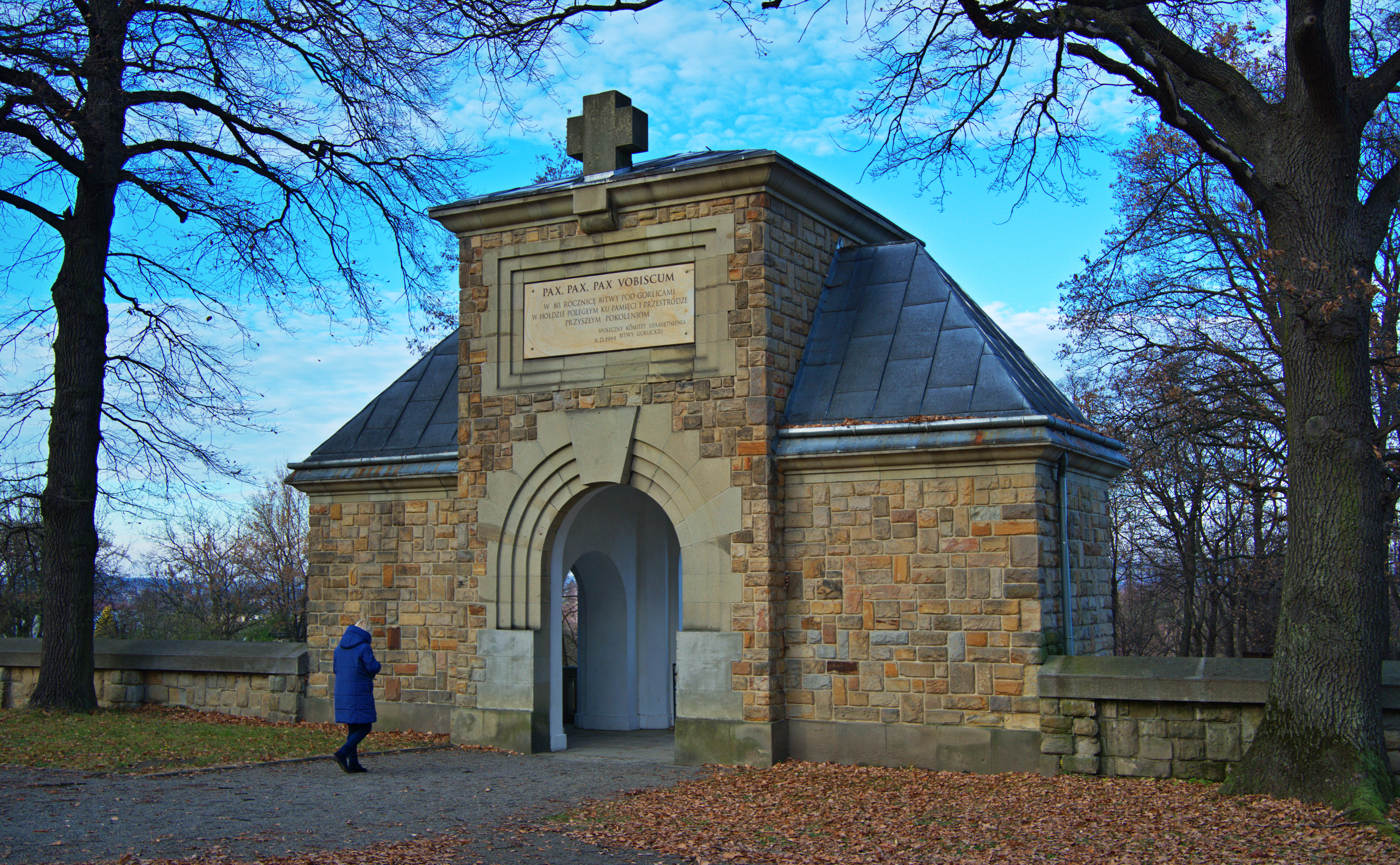
Brama wejściowa od wewnątrz
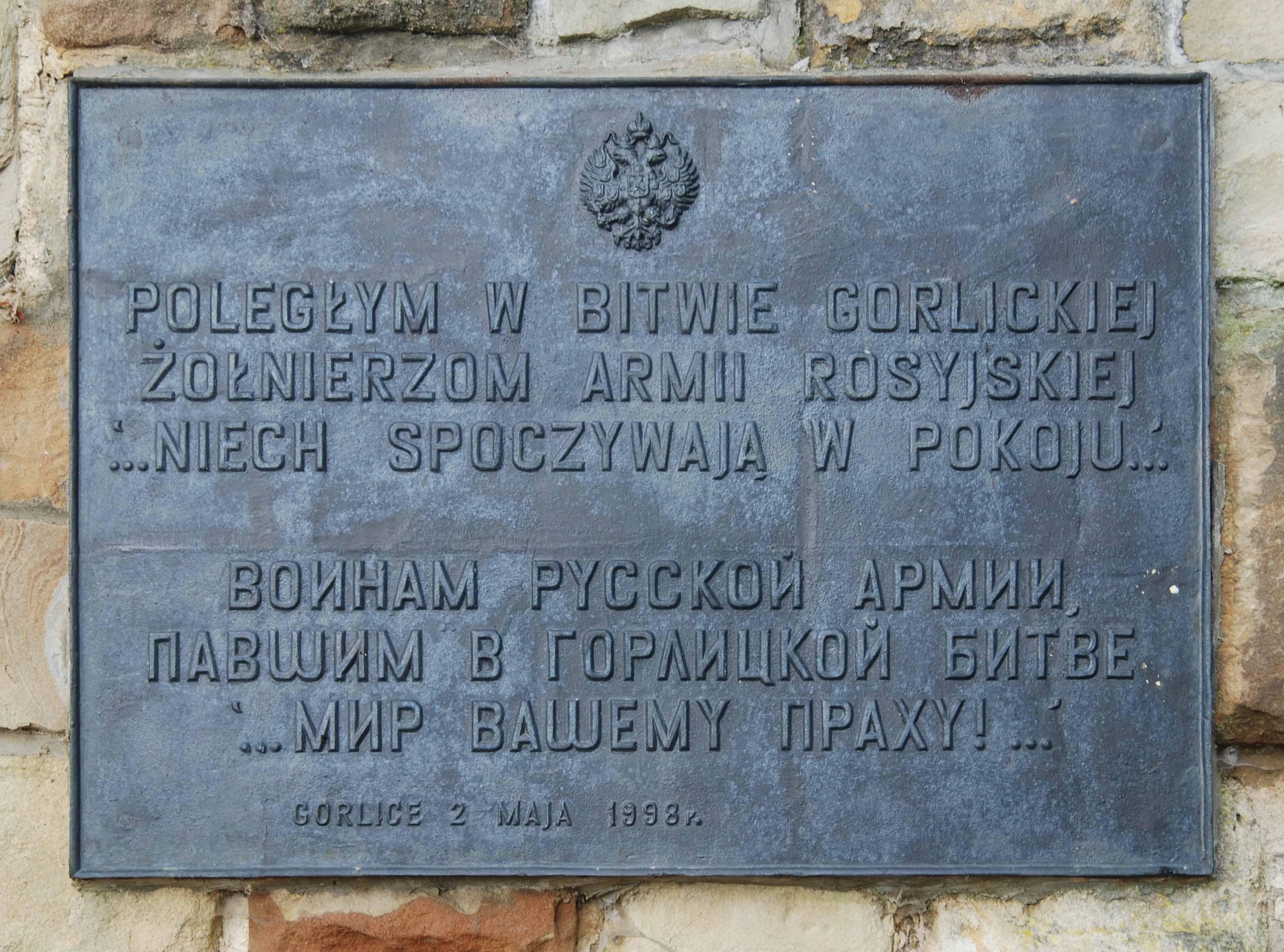
Tablica na bramie